# Rasbora adisi
Rasbora adisi — прісноводний вид коропоподібних риб родини данієвих (Danionidae). Описаний у 2020 році на основі відхилень структури ДНК від 2 % до 12.5 %, в порівнянні з Rasbora armitagei, Rasbora microcephalus, Rasbora naggsi і Rasbora wilpita.

## Назва
Назва виду R. adisi перекладається з сингальської мови як «загадковий».

## Поширення
Ендемік Шрі-Ланки. Виявлений у басейні річки Гал-Оя.

## Опис
Дрібна рибка, завдовжки до 7,5 см.